# 脱卤反应

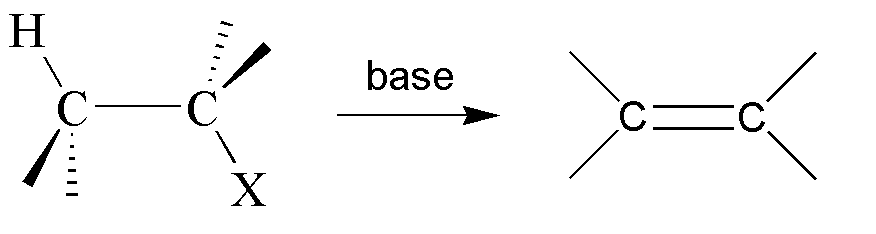
脱卤反应

脱卤反应是化學反應中的一種，是指化合物中移除卤化氢的消除反应，一般會和烯烃有關，但也有其他的應用。
脱卤反应的逆反應是氫鹵化反應。

## 鹵代烷的脱卤反应
一般而言，脱卤反应會用烷基卤化物為反應物。烷基卤化物需要可以形成烯，因此若鹵素所在碳原子鄰近的碳原子沒有C–H，就不適合進行脱卤反应。芳香基的卤化物也不適合。在和強鹼作用時，氯苯脱卤後，會先形成苯炔中間體，之後會變成苯酚。

### 鹼促進的烯烴反應
許多烷基卤化物和強鹼反應時會變成對應的烯類，這稱為β-消除反应，是一種消除反应。以下是一些這類的反應：
{\displaystyle {\begin{aligned}{\ce {{\underset {Ethyl Chloride}{^{\beta}CH3-^{\alpha}CH2Cl}}+ KOH}}\ &{\ce {-> {\underset {Ethylene}{CH2=CH2}}+ {KCl}+ H2O}}\\{\ce {{\underset {1-Chloropropane}{CH3-CH2-CH2Cl}}+ KOH}}\ &{\ce {-> {\underset {Propene}{CH3-CH=CH2}}+ {KCl}+ H2O}}\\{\ce {{\underset {2-Chloropropane}{CH3-CHCl-CH3}}+ KOH}}\ &{\ce {-> {\underset {Propene}{CH3-CH=CH2}}+ {KCl}+ H2O}}\end{aligned}}}
此處氯乙烷和氫氧化鉀（多半是溶在乙醇之類的溶劑中）反應，形成乙烯。而1-氯丙烷和2-氯丙烷會形成丙烯。
查依采夫规则可以用來預測這類反應的区域选择性。
一般來說，卤代烷烃和氫氧化鉀的反應可以透過OH−（強力的，不受阻礙的亲核体）和SN2 亲核取代反应競爭。不過一般來說醇類會是次要產物。脱卤反应一般會用強鹼，像是叔丁醇钾（K+ [CH3]3CO−）。

### 鹼促進的炔烴反應
相鄰卤化物和強鹼反應後會形成炔烴。

### 熱裂解
在化工應用上，不會使用鹼促進的脱卤反应，因為產生的鹽類處理上會是問題。化工應用會用熱裂解的脱卤反应。像1,2-二氯乙烷加熱，形成氯乙烯就是一個例子：
CH2Cl-CH2Cl → CH2=CHCl + HCl
而產生的氯化氫可以用在氧氯化反應中。
在製備氟烯烴以及氫氟烯烴時，會使用熱裂解的脫氟反應。像是用1,1,2,3,3,3-六氟丙烷製備1,2,3,3,3-五氟丙烯就是這類的例子：
CF2HCH(F)CF3 → CHF=C(F)CF3 + HF

## 其他的脱卤反应

### 環氧化物
氯醇是化學式為R(HO)CH-CH(Cl)R'的化合物，在脱卤反应後會形成環氧化物。在工業上使用此反應每年從1-氯-2-丙醇製備上百萬噸的环氧丙烷：
CH3CH(OH)CH2Cl + KOH → CH3CH(O)CH2 + H2O + KCl

### 异腈化物
Hofmann异腈合成是用氯仿和一級胺的反應來合成异腈，其中有三個脱卤反应。第一個脱卤反应是形成二氯卡宾：
KOH + CHCl3 → KCl + H2O + CCl2
之後有二個有鹼參與的脱卤反应，最後合成异腈。

### 配合物
脱卤反应不是只限於有機化學。一些金屬有機配合物也可以脫去卤化氫，可能是自發反應、高溫分解，或是因為機械力化學，配合像氫氧化鉀等固態鹼所產生。
例如有些盐類中，其酸性的陽離子和卤素金属陰離子之間形成氢键，就會有有逆的脱卤反应：
[B–H]+···[X–MLn]− ⇌ [B–MLn] + HX
其中B是鹼性配體（例如吡啶），X是鹵素（氯或是溴），M是鈷、銅、鋅、鈀、鉑等金屬，Ln；則是旁觀配體。

## 外部連結
- Dehydrohalogenation （页面存档备份，存于）